# Farol da Solidão
O Farol da Solidão é um farol localizado no litoral do estado do Rio Grande do Sul, no município brasileiro de Mostardas, no distrito Doutor Edgardo Pereira Velho. Fica a cerca de sessenta quilômetros a nordeste do balneário de Mostardas e a cerca de cinquenta e cinco quilômetros ao sul de Palmares do Sul.

## História
O farol foi construído devido ao alto número de naufrágios na região. A primeira instalação de um farol no local era uma torre em ferro, que foi inaugurada em 2 de setembro de 1929. Por conta da ferrugem, a torre de ferro foi substituída pela torre atual, em concreto.
É um dos grandes marcos da região, e sua beleza e arquitetura são reluzentes. Contudo, o farol apresenta problemas no funcionamento de sua luz noturna.

## Características
O Farol da Solidão tem como destaque sua paisagem exuberante e admirável. Sua arquitetura é totalmente brasileira.
Tem a forma de torre cilíndrica em concreto, com lanterna, galeria e quatro contrafortes ou gigantes longitudinais. Apresenta uma cor vermelha, e 21 metros de altura.
Apresenta plano focal de vinte e quatro metros (setenta e oito pés).
O alcance luminoso atual, em condições normais de transparência atmosférica, é de 15 milhas náuticas.